# الهجرة الحديثة إلى المملكة المتحدة
منذ عام 1945، كانت الهجرة إلى المملكة المتحدة، التي يسيطر عليها قانون الهجرة البريطاني وإلى حد ما قانون الجنسية البريطاني، كبيرة، وخاصة من جمهورية أيرلندا ومن الإمبراطورية البريطانية السابقة، وخاصة الهند وبنغلاديش وباكستان ومنطقة البحر الكاريبي وجنوب إفريقيا ونيجيريا وغانا وكينيا وهونج كونج. منذ انضمام المملكة المتحدة إلى المجتمعات الأوروبية في السبعينيات وإنشاء الاتحاد الأوروبي في أوائل التسعينيات، انتقل المهاجرون من الدول الأعضاء في الاتحاد الأوروبي، ممارسين إحدى الحريات الأربع للاتحاد الأوروبي. في عام 2021، منذ دخول خروج بريطانيا من الاتحاد الأوروبي حيز التنفيذ لم يعد حق مواطنة الاتحاد الأوروبي السابقة في الانتقال حديثًا والإقامة في المملكة المتحدة على أساس دائم ساريًا. جاء عدد أقل كطالبي لجوء (غير مدرجين في تعريف الهجرة) يسعون للحصول على الحماية كلاجئين بموجب اتفاقية الأمم المتحدة للاجئين لعام 1951.
حوالي 70% من الزيادة السكانية بين تعداد 2001 و2011 كانت بسبب الهجرة المولودة في الخارج. اعتبارًا من عام 2013، وُلد 7.5 مليون شخص (11.9% من السكان في ذلك الوقت) في الخارج، على الرغم من أن التعداد لا يعطي أي إشارة إلى وضعهم الهجري أو مدة إقامتهم المقصودة.
تُظهر الأرقام المؤقتة أنه في عام 2013، وصل 526000 شخص للعيش في المملكة المتحدة بينما غادر 314000، مما يعني أن الهجرة الداخلية الصافية كانت 212000. زاد عدد الأشخاص المهاجرين إلى المملكة المتحدة بين عامي 2012 و2013 بمقدار 28000، في حين انخفض عدد المهاجرين بمقدار 7000.
من أبريل 2013 إلى أبريل 2014، قُدِّر إجمالي عدد المهاجرين الذين وصلوا إلى المملكة المتحدة بنحو 560.000 مهاجر، بما في ذلك 81.000 مواطن بريطاني و214.000 من أجزاء أخرى من الاتحاد الأوروبي. وغادر ما يقدر بنحو 317.000 شخص، بما في ذلك 131.000 مواطن بريطاني و83.000 مواطن آخر من الاتحاد الأوروبي. وكانت البلدان الأكثر تمثيلاً من حيث الوافدين هي: الصين والهند وبولندا والولايات المتحدة وأستراليا.
في عام 2014، تم تجنيس ما يقرب من 125.800 مواطن أجنبي كمواطنين بريطانيين. وانخفض هذا الرقم من حوالي 208.000 في عام 2013، وهو أعلى رقم مسجل منذ عام 1962، عندما بدأت السجلات. بين عامي 2009 و2013، بلغ متوسط عدد الأشخاص الذين مُنحوا الجنسية البريطانية سنويًا 195.800. كانت الدول الرئيسية التي حصل فيها المجنسون على الجنسية في عام 2014 هي: الهند وباكستان والفلبين ونيجيريا وبنجلاديش ونيبال والصين وجنوب إفريقيا وبولندا والصومال. كما يمكن لحكومة المملكة المتحدة منح التوطين للمواطنين الأجانب، مما يمنحهم إذنًا غير محدد للبقاء في المملكة المتحدة، دون منحهم الجنسية البريطانية. يتم منح التوطين على أساس عوامل مختلفة، بما في ذلك التوظيف وتكوين الأسرة وإعادة توحيدها واللجوء (بما في ذلك التعامل مع تراكمات قضايا اللجوء). بلغ العدد الإجمالي لمنح التوطين حوالي 154700 في عام 2013، مقارنة بـ 241200 في عام 2010 و129800 في عام 2012.
وبالمقارنة، زادت الهجرة من وإلى أوروبا الوسطى والشرقية منذ عام 2004 مع انضمام ثماني دول من أوروبا الوسطى والشرقية إلى الاتحاد الأوروبي، حيث توجد حرية حركة العمالة داخل الاتحاد الأوروبي. في عام 2008، بدأت حكومة المملكة المتحدة في تطبيق نظام هجرة جديد قائم على النقاط للأشخاص من خارج المنطقة الاقتصادية الأوروبية.
أفادت التقارير أن صافي الهجرة إلى المملكة المتحدة خلال عام 2022 وصل إلى أعلى مستوى قياسي بلغ 764000 مع هجرة بلغت 1.26 مليون وهجرة 493000. بلغ صافي الهجرة 685000 في عام 2023. من بين 1218000 مهاجر في عام 2023، كان 10٪ فقط من مواطني الدول الأعضاء في الاتحاد الأوروبي. جاء حوالي 250000 شخص من الهند، و141000 من نيجيريا، و90000 من الصين و83000 من باكستان. جاء حوالي 50000 شخص، بما في ذلك أولئك من أوكرانيا وهونج كونج، لأسباب إنسانية في عام 2023، بانخفاض عن 162000 في عام 2022.

## التعاريف
وفقًا لمنشور صادر عن مكتبة مجلس العموم في أغسطس 2018، توجد عدة تعريفات للمهاجر في المملكة المتحدة. يمكن أن يكون المهاجر:
- شخصًا بلد ميلاده مختلف عن بلد إقامته.
- شخصًا جنسيته مختلفة عن بلد إقامته.
- شخص يغير بلد إقامته المعتاد لفترة لا تقل عن عام واحد، بحيث تصبح دولة المقصد فعليًا بلد الإقامة المعتاد.

## الحرب العالمية الثانية
في الفترة التي سبقت الحرب العالمية الثانية، سعى العديد من الأشخاص من ألمانيا، وخاصة أولئك الذين ينتمون إلى أقليات تعرضت للاضطهاد تحت الحكم النازي، مثل اليهود، إلى الهجرة إلى المملكة المتحدة، ويُقدر أن ما يصل إلى 50000 قد نجحوا. كانت هناك حدود للهجرة على عدد من يمكنهم الدخول، وبالتالي، تم رفض بعض المتقدمين. ومع ذلك، عندما أعلنت المملكة المتحدة الحرب على ألمانيا، توقفت الهجرة بين البلدين.

## الإمبراطورية البريطانية والكومنولث
بعد نهاية الحرب العالمية الثانية، سمح قانون الجنسية البريطانية لعام 1948 لـ 800 مليون من رعايا الإمبراطورية البريطانية بالعيش والعمل في المملكة المتحدة دون الحاجة إلى تأشيرة، على الرغم من أن هذا لم يكن نتيجة متوقعة للقانون، الذي "لم يكن المقصود منه أبدًا تسهيل الهجرة الجماعية". تم تشجيع هذه الهجرة في البداية للمساعدة في سد الفجوات في سوق العمل في المملكة المتحدة لكل من الوظائف الماهرة وغير الماهرة، بما في ذلك في الخدمات العامة مثل الخدمة الصحية الوطنية التي تم إنشاؤها حديثًا ومواصلات لندن. تم جلب العديد من الأشخاص على وجه التحديد إلى المملكة المتحدة على متن السفن؛ ولا سيما سفينة إمباير ويندراش في عام 1948.
ارتفعت الهجرة إلى الكومنولث، والتي كانت تتألف في معظمها من المهاجرين الاقتصاديين، من 3000 شخص سنويًا في عام 1953 إلى 46800 شخص في عام 1956 و136400 شخص في عام 1961. أدت الأعداد الكبيرة من المهاجرين إلى إنشاء لجنة وزارية في يونيو 1950 لإيجاد "سبل يمكن اعتمادها للحد من الهجرة إلى هذا البلد من الأشخاص الملونين من الأراضي الاستعمارية البريطانية".
وعلى الرغم من أن اللجنة أوصت بعدم فرض قيود، فقد صدر قانون المهاجرين في الكومنولث في عام 1962 استجابة للشعور العام بأن الوافدين الجدد "يجب أن يعودوا إلى بلدانهم" وأن "لا يأتي المزيد منهم إلى هذا البلد". وفي معرض تقديم التشريع إلى مجلس العموم، صرح وزير الداخلية المحافظ راب بتلر بما يلي:
— راب بتلر عضو البرلمان، 16 نوفمبر 1961
كان القانون الجديد يتطلب من المهاجرين أن يكون لديهم عمل قبل وصولهم، وأن يمتلكوا مهارات خاصة أو من يلبي "احتياجات العمل" للاقتصاد الوطني. في عام 1965، لمكافحة الظلم المتصور في حالة عدم تمكن زوجات الرعايا البريطانيين من الحصول على الجنسية البريطانية، تم اعتماد قانون الجنسية البريطانية لعام 1965. بعد فترة وجيزة، بدأ حاملو جوازات السفر البريطانية الآسيويون بشكل أساسي من كينيا وأوغندا، خوفًا من التمييز من حكوماتهم الوطنية، في الوصول إلى بريطانيا؛ نظرًا لأنهم احتفظوا بجنسيتهم البريطانية الممنوحة بموجب قانون عام 1948، لم يخضعوا للضوابط اللاحقة. لإدارة هذا الخروج من المستعمرات السابقة في شرق إفريقيا، قدم وزير الداخلية جيمس كالاهان في ظل حكومة حزب العمال مشروع قانون في فبراير 1968، وتم تمريره في غضون أسبوع. فرض القانون الجديد المسمى قانون المهاجرين الكومنولث ضوابط دخول على حاملي جوازات السفر البريطانية الذين "ليس لديهم صلة جوهرية" ببريطانيا من خلال إنشاء نظام جديد. لأول مرة، اشترط قانون عام 1968 أن يكون للمهاجرين "ارتباط جوهري بالمملكة المتحدة"، أي أن يكونوا مرتبطين بالميلاد أو النسب بمواطن بريطاني. أما أولئك الذين لا يرتبطون بهذا الأمر فلا يمكنهم الحصول على الجنسية البريطانية إلا وفقًا لتقدير السلطات الوطنية. كان النائب المحافظ إينوك باول قد شن حملة قوية من أجل فرض ضوابط أكثر صرامة على الهجرة، ولكن بعد شهر واحد من اعتماد القانون، ألقى إينوك باول خطابه "أنهار الدم".
بحلول عام 1972، مع إقرار قانون الهجرة، لم يعد بإمكان سوى حاملي تصاريح العمل، أو الأشخاص الذين لديهم آباء أو أجداد مولودون في المملكة المتحدة، الدخول إلى البلاد - مما أدى فعليًا إلى وقف الهجرة الأولية من دول الكومنولث. ألغى القانون التمييز بين الوافدين من دول الكومنولث وغير الكومنولث. ومع ذلك، سمحت الحكومة المحافظة، وسط الكثير من الجدل، بهجرة 27 ألف فرد نزحوا من أوغندا بعد الانقلاب الذي قاده عيدي أمين في عام 1971.
في سبعينيات القرن العشرين، كان متوسط عدد المهاجرين الذين يستقرون في المملكة المتحدة سنويًا من الكومنولث 72000 مهاجر؛ وانخفض هذا العدد في الثمانينيات وأوائل التسعينيات إلى حوالي 54000 مهاجر سنويًا، ليرتفع مرة أخرى إلى حوالي 97000 مهاجر بحلول عام 1999. ويقدر العدد الإجمالي للمهاجرين من الكومنولث منذ عام 1962 بنحو 2500000 مهاجر.
يتمتع قانون أيرلندا لعام 1949 بوضع غير عادي يتمثل في الاعتراف بجمهورية أيرلندا، لكنه يؤكد أن مواطنيها ليسوا مواطنين لدولة أجنبية لأغراض أي قانون في المملكة المتحدة. وقد بدأ هذا القانون في وقت انسحاب أيرلندا من الكومنولث بعد إعلان نفسها جمهورية.

## الهجرة بعد الحرب (1945-1983)
بعد نهاية الحرب العالمية الثانية، استقرت مجموعات كبيرة من الأشخاص من الأراضي الخاضعة للسيطرة السوفييتية في المملكة المتحدة، وخاصة البولنديين والأوكرانيين. قامت المملكة المتحدة بتجنيد النازحين كعمال متطوعين أوروبيين من أجل توفير العمالة للصناعات المطلوبة للمساعدة في التعافي الاقتصادي بعد الحرب. في تعداد المملكة المتحدة لعام 1951، بلغ عدد السكان المولودين في بولندا في البلاد حوالي 162.339، ارتفاعًا من 44.642 في عام 1931.
بدأ الهنود في الوصول إلى المملكة المتحدة بأعداد كبيرة بعد فترة وجيزة من حصول بلادهم على الاستقلال في عام 1947، على الرغم من وجود عدد من الأشخاص من الهند يعيشون في المملكة المتحدة حتى في السنوات السابقة. وصل أكثر من 60 ألفًا قبل عام 1955، وكان العديد منهم يقودون الحافلات أو يعملون في مصانع الصب أو المنسوجات. بلغ تدفق المهاجرين الهنود ذروته بين عامي 1965 و1972، وتعزز بشكل خاص بقرار الدكتاتور الأوغندي عيدي أمين المفاجئ بطرد جميع الآسيويين البالغ عددهم 50 ألفًا (من أصل هندي أو باكستاني) من أوغندا. هاجر حوالي 30 ألف آسيوي أوغندي إلى المملكة المتحدة.
بعد استقلال باكستان، زادت الهجرة الباكستانية إلى المملكة المتحدة، وخاصة خلال الخمسينيات والستينيات. جاء العديد من الباكستانيين إلى بريطانيا في أعقاب الاضطرابات أثناء تقسيم الهند واستقلال باكستان اللاحق؛ ومن بينهم أولئك الذين هاجروا إلى باكستان بعد نزوحهم من الهند، ثم هاجروا إلى المملكة المتحدة، وبالتالي أصبحوا مهاجرين ثانويين. أصبحت الهجرة أسهل لأن باكستان كانت عضوًا في الكومنولث. تمت دعوة الباكستانيين من قبل أصحاب العمل لسد النقص في العمالة الذي نشأ بعد الحرب العالمية الثانية. وباعتبارهم مواطنين من الكومنولث، كانوا مؤهلين للحصول على معظم الحقوق المدنية البريطانية. وجدوا وظائف في صناعات النسيج في لانكشاير ويوركشاير، والتصنيع في ويست ميدلاندز، وصناعات إنتاج السيارات وتجهيز الأغذية في لوتون وسلاو. كان من الشائع أن يعمل الموظفون الباكستانيون في نوبات ليلية وفي ساعات أخرى أقل مرغوبية.
بالإضافة إلى ذلك، كان هناك تدفق للمهاجرين من شرق باكستان (بنغلاديش الآن). خلال السبعينيات، دخل عدد كبير من الآسيويين من شرق إفريقيا، ومعظمهم يحملون جوازات سفر بريطانية بالفعل لأنهم كانوا رعايا بريطانيين مستقرين في المستعمرات الخارجية، إلى المملكة المتحدة من كينيا وأوغندا، وخاصة نتيجة لطرد الآسيويين من أوغندا من قبل عيدي أمين في عام 1972. تعود أصول غالبية المهاجرين الباكستانيين إلى المملكة المتحدة إلى منطقة ميربور في المنطقة التي تسمى حاليًا آزاد كشمير.
كما كان هناك تدفق للاجئين من المجر، في أعقاب سحق الثورة المجرية عام 1956، بلغ عددهم 20.990 شخصًا.
حتى قانون المهاجرين الكومنولث لعام 1962، كان بإمكان جميع مواطني الكومنولث الدخول والإقامة في المملكة المتحدة دون أي قيود. جعل القانون مواطني المملكة المتحدة والمستعمرات الذين لم تصدر جوازات سفرهم مباشرة من قبل حكومة المملكة المتحدة (أي جوازات السفر الصادرة عن حاكم المستعمرة أو قائد محمية بريطانية)، خاضعين لرقابة الهجرة.
ألقى إينوك باول خطاب "أنهار الدم" الشهير في 20 أبريل 1968 والذي حذر فيه جمهوره مما يعتقد أنه سيكون عواقب استمرار الهجرة غير المقيدة من الكومنولث إلى بريطانيا. أقال زعيم حزب المحافظين إدوارد هيث باول من حكومة الظل في اليوم التالي للخطاب، ولم يشغل منصبًا سياسيًا رفيعًا آخر. تلقى باول 110000 رسالة - 2300 رسالة فقط تعارض. بعد ثلاثة أيام من الخطاب، في 23 أبريل، بينما كان مشروع قانون العلاقات العرقية قيد المناقشة في مجلس العموم، غادر حوالي 2000 عامل رصيف وظائفهم للتظاهر في وستمنستر احتجاجًا على فصل باول وفي اليوم التالي سلم 400 من عمال نقل اللحوم من سوق سميثفيلد عريضة من 92 صفحة لدعم باول. في ذلك الوقت، كان 43٪ من الأطباء المبتدئين العاملين في مستشفيات هيئة الخدمات الصحية الوطنية، وحوالي 30٪ من طلاب التمريض، من المهاجرين، وبدون ذلك كان لابد من تقليص الخدمة الصحية.

النسبة المئوية للسكان المولودين في الخارج بمرور الوقت في إنجلترا وويلز من عام 1851 إلى عام 2021.

بحلول عام 1972، كان حاملو تصاريح العمل فقط، أو الأشخاص الذين لديهم آباء أو أجداد ولدوا في المملكة المتحدة، قادرين على الدخول - مما قلل بشكل كبير من الهجرة الأولية من دول الكومنولث.

## الهجرة كما تتأثر بالاتحاد الأوروبي (1983-2022)
يميز قانون الجنسية البريطانية لعام 1981، الذي صدر في عام 1983، بين المواطنين البريطانيين ومواطني الأقاليم البريطانية الخارجية. كما ميز بين الجنسية بالنسب والجنسية بخلاف النسب. لا يمكن للمواطنين بالنسب نقل الجنسية البريطانية تلقائيًا إلى طفل ولد خارج المملكة المتحدة أو أقاليمها الخارجية (على الرغم من أنه في بعض الحالات يمكن تسجيل الطفل كمواطن).
يجب أن يكون ضباط الهجرة راضين عن جنسية الشخص وهويته ويمكن رفض الدخول إذا لم يكونوا راضين.
خلال الثمانينيات والتسعينيات، أدت الحرب الأهلية في الصومال إلى عدد كبير من المهاجرين الصوماليين، الذين يشكلون غالبية السكان الصوماليين الحاليين في المملكة المتحدة. في أواخر الثمانينيات، مُنح معظم هؤلاء المهاجرين الأوائل حق اللجوء، بينما حصل أولئك الذين وصلوا في وقت لاحق في التسعينيات على وضع مؤقت في كثير من الأحيان. كما حدثت بعض الهجرة الثانوية للصوماليين إلى المملكة المتحدة من هولندا والدنمرك. وكانت القوى الدافعة الرئيسية وراء هذه الهجرة الثانوية هي الرغبة في لم شمل الأسرة والأصدقاء والحصول على فرص عمل أفضل.
ارتفعت الهجرة غير الأوروبية بشكل ملحوظ خلال الفترة من عام 1997، ويرجع ذلك جزئيًا إلى إلغاء الحكومة لقاعدة الغرض الأساسي في يونيو 1997. جعل هذا التغيير من السهل على المقيمين في المملكة المتحدة إحضار أزواجهم الأجانب إلى البلاد. صرح المستشار الحكومي السابق أندرو نيذر في صحيفة إيفينينج ستاندارد أن السياسة المتعمدة للوزراء من أواخر عام 2000 حتى أوائل عام 2008 كانت فتح المملكة المتحدة للهجرة الجماعية.

الأهمية العامة لقضية الهجرة على مر الزمن.

تم تحديث قواعد الهجرة، بموجب قانون الهجرة لعام 1971، في عام 2012 لإنشاء حد أدنى صارم للدخل للأزواج والأطفال من خارج الاتحاد الأوروبي لمنحهم الإذن بالبقاء في المملكة المتحدة. وقد تم الطعن في هذه القواعد في المحاكم، وفي عام 2017 وجدت المحكمة العليا أنه في حين أن "عتبة الدخل الأدنى مقبولة من حيث المبدأ"، فقد قررت أن القواعد والإرشادات معيبة وغير قانونية حتى يتم تعديلها لإعطاء وزن أكبر لمصالح الأطفال المعنيين، وأنه يجب النظر في مصادر التمويل الأخرى غير دخل الزوج البريطاني.
ارتفع عدد السكان المولودين في الخارج من حوالي 5.3 مليون في عام 2004 إلى ما يقرب من 9.3 مليون في عام 2018. في العقد الذي سبق عام 2018، فاق عدد المهاجرين من خارج الاتحاد الأوروبي عدد المهاجرين من الاتحاد الأوروبي بينما زاد عدد المهاجرين من الاتحاد الأوروبي بشكل أسرع. ولوحظ أن المهاجرين من الاتحاد الأوروبي أقل احتمالية لأن يصبحوا مواطنين بريطانيين من المهاجرين من خارج الاتحاد الأوروبي.

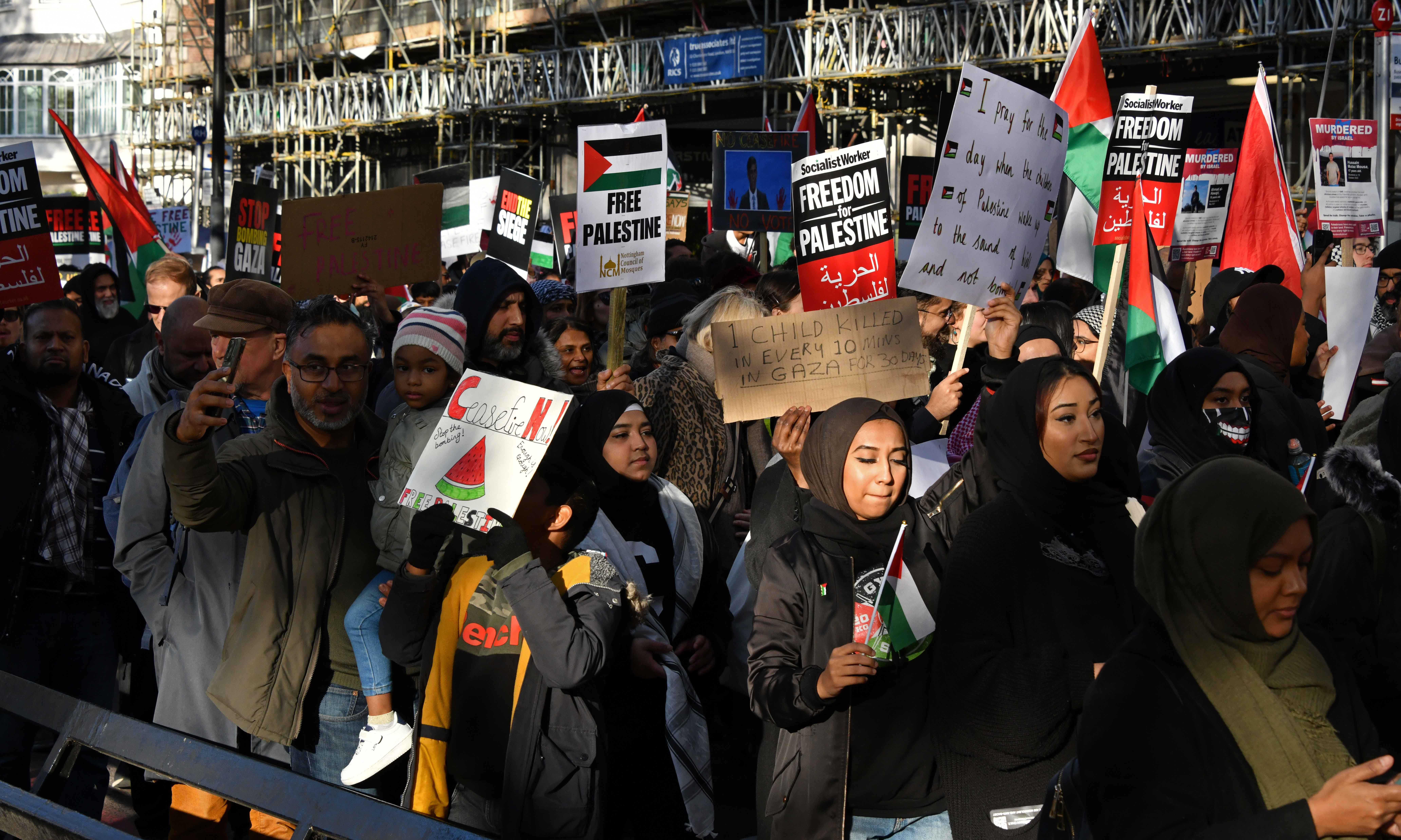
لقد أدت الهجرة إلى زيادة التنوع العرقي والإثني في المجتمع البريطاني في أوائل القرن الحادي والعشرين.

في يناير 2021، أشار تحليل أجراه مركز التميز للإحصاءات الاقتصادية إلى أنه كان هناك "نزوح غير مسبوق" لما يقرب من 1.3 مليون شخص مولود في الخارج من المملكة المتحدة بين يوليو 2019 وسبتمبر 2020، ويرجع ذلك جزئيًا إلى عبء فقدان الوظائف الناتج عن جائحة كوفيد-19 الذي يقع بشكل غير متناسب على العمال المولودين في الخارج. أشارت المقابلات التي أجرتها الجزيرة إلى أن خروج بريطانيا من الاتحاد الأوروبي ربما كان عامل دفع أكثر أهمية من الوباء. يشير التحليل اللاحق لتأثير الوباء على إحصاءات السكان الناتجة عن مسح القوى العاملة إلى أن "التقديرات المستندة إلى مسح القوى العاملة من المرجح أن تبالغ بشكل كبير في التغيير في السكان الوطنيين غير البريطانيين". تُظهر بيانات الرواتب أن عدد العمال في الاتحاد الأوروبي انخفض بنسبة 7 في المائة بين أكتوبر وديسمبر 2019 وأكتوبر وديسمبر 2020.
تشير تقديرات الهجرة الصادرة عن مكتب الإحصاء الوطني في نوفمبر 2021 إلى أن عدد مواطني الاتحاد الأوروبي المغادرين للمملكة المتحدة تجاوز عدد الوافدين بنحو 94000، مقارنة بالهجرة الصافية من الاتحاد الأوروبي إلى المملكة المتحدة والتي بلغت 32000 في عام 2019. اقترح بعض المعلقين أن هذه الأرقام تقلل من تقدير مدى هجرة مواطني الاتحاد الأوروبي من المملكة المتحدة.

### المهاجرون من الاتحاد الأوروبي

هرم السكان المولودين في الخارج في عام 2021.

تتمثل إحدى الحريات الأربع للاتحاد الأوروبي، الذي كانت المملكة المتحدة عضوًا سابقًا فيه، في الحق في حرية تنقل العمال كما هو منصوص عليه في التوجيه 2004/38/EC ولوائح المنطقة الاقتصادية الأوروبية (المملكة المتحدة).
مع توسع الاتحاد الأوروبي في 1 مايو 2004، قبلت المملكة المتحدة المهاجرين من أوروبا الوسطى والشرقية ومالطا وقبرص، على الرغم من أن المجتمعات المالطية والقبرصية اليونانية والقبرصية التركية الكبيرة تأسست في وقت سابق من خلال ارتباطها بالكومنولث. هناك قيود على المزايا التي يمكن لأعضاء ثماني من هذه الدول المنضمة (مواطني "A8") المطالبة بها، والتي يغطيها نظام تسجيل العمال. مارست العديد من الدول الأعضاء الأخرى في الاتحاد الأوروبي حقها في مراقبة الهجرة المؤقتة (التي انتهت في عام 2011) على الوافدين من هذه الدول المنضمة لكن بعضها أزال هذه القيود لاحقًا قبل الموعد النهائي لعام 2011.
تستخدم المملكة المتحدة إحصاءات للتنبؤ بالهجرة يتم إنتاجها في المقام الأول من مسح الركاب الدولي الذي أجراه مكتب الإحصاء الوطني. تتمثل المهمة الأساسية للمسح في مساعدة الحكومات على فهم آثار السياحة والسفر على اقتصادها. انتقدت لجنتان برلمانيتان المسح ووجدتا أنه يفتقر إلى المصداقية. كان صافي الهجرة الفعلي في 2015-2016 من دول الاتحاد الأوروبي إلى المملكة المتحدة، 29000، أعلى بنسبة 16٪ مما توقعه مكتب الإحصاء الوطني.
تشير الأبحاث التي أجراها معهد سياسة الهجرة التابع للجنة المساواة وحقوق الإنسان إلى أنه في الفترة من مايو 2004 إلى سبتمبر 2009، هاجر 1.5 مليون عامل من الدول الأعضاء الجديدة في الاتحاد الأوروبي إلى المملكة المتحدة، لكن العديد منهم عادوا إلى ديارهم، وكانت النتيجة أن عدد مواطني الدول الأعضاء الجديدة في المملكة المتحدة زاد بنحو 700 ألف خلال نفس الفترة. أصبحت الهجرة من بولندا على وجه الخصوص مؤقتة ودائرية بطبيعتها. في عام 2009، وللمرة الأولى منذ التوسع، غادر المملكة المتحدة عدد أكبر من مواطني الدول الثماني في وسط وشرق أوروبا التي انضمت إلى الاتحاد الأوروبي في عام 2004 مقارنة بعدد الوافدين. أشارت الأبحاث التي كلفت بها لجنة الخبراء لتحليل التجديد والتنمية الاقتصادية إلى أن العمال المهاجرين الذين يغادرون المملكة المتحدة بسبب الركود من المرجح أن يعودوا في المستقبل واستشهدت بأدلة على وجود "روابط قوية بين الهجرة المؤقتة الأولية والهجرة الدائمة المقصودة".
أعلنت الحكومة أن نفس القواعد لن تنطبق على مواطني رومانيا وبلغاريا (مواطني الفئة أ2) عندما انضمت تلك الدول إلى الاتحاد الأوروبي في عام 2007. وبدلاً من ذلك، تم وضع قيود للحد من الهجرة إلى الطلاب والعاملين لحسابهم الخاص والمهاجرين ذوي المهارات العالية والعاملين في مجال الأغذية والزراعة.
في فبراير 2011، صرح زعيم حزب العمال، إد ميليباند، أنه يعتقد أن قرار حكومة حزب العمال بالسماح بالهجرة غير المحدودة للمهاجرين من أوروبا الشرقية كان خطأً، بحجة أنهم قللوا من تقدير العدد المحتمل للمهاجرين وأن حجم الهجرة كان له تأثير سلبي على الأجور.
يشير تقرير صادر عن وزارة المجتمعات والحكومة المحلية بعنوان الهجرة الدولية والاقتصادات الريفية إلى أن الهجرة داخل الاتحاد الأوروبي منذ التوسع أدت إلى استقرار المهاجرين في المناطق الريفية دون تاريخ سابق للهجرة.
وجد بحث نشرته جامعة كوليدج لندن في يوليو 2009 أن المهاجرين من الفئة A8 كانوا في المتوسط أصغر سنًا وأفضل تعليماً من السكان الأصليين، وإذا كان لديهم نفس الخصائص الديموغرافية للسكان الأصليين، فسيكونون أقل احتمالية بنسبة 13 في المائة للمطالبة بالمزايا وأقل احتمالية بنسبة 28 في المائة للعيش في مساكن اجتماعية.

## الهجرة بعد خروج بريطانيا من الاتحاد الأوروبي
في عام 2019، تعهد رئيس الوزراء بوريس جونسون بخفض صافي الهجرة إلى المملكة المتحدة (عدد المهاجرين مطروحًا منه عدد المهاجرين) إلى أقل من 250.000 سنويًا. في عام 2021، بلغ صافي الهجرة إلى المملكة المتحدة 488000، ارتفاعًا من 184000 في عام 2019 قبل جائحة كوفيد-19.
بلغ صافي الهجرة إلى المملكة المتحدة أعلى مستوى قياسي بلغ 764000 في عام 2022، مع هجرة 1.26 مليون وهجرة 493000. جاء معظم المهاجرين من دول خارج الاتحاد الأوروبي، بما في ذلك الهند ونيجيريا والصين وباكستان. من بين 1218000 مهاجر قدموا إلى المملكة المتحدة في عام 2023، كان 126000 فقط من مواطني الدول الأعضاء في الاتحاد الأوروبي. منذ التنفيذ الكامل لخروج بريطانيا من الاتحاد الأوروبي، غادر عدد أكبر من مواطني الاتحاد الأوروبي المملكة المتحدة أكثر من عدد المنتقلين إليها. في الأشهر الاثني عشر حتى يونيو 2023، كان صافي هجرة مواطني الاتحاد الأوروبي سالبًا 86000.

## طرد المجرمين
تراوحت عمليات طرد المهاجرين الذين ارتكبوا جرائم بين 4000 و 5000 سنويًا بين عامي 2007 و 2010.

### الجدال حول تطبيق المادة 322(5)
في مايو 2018، في عهد ساجد جاويد، كان رأي أقلية كبيرة أن وزارة الداخلية كانت تسيء استخدام المادة 322(5) من قواعد الهجرة. صُممت المادة لمكافحة الإرهاب، لكن وزارة الداخلية كانت تطبقها بشكل خاطئ على مئات العمال المستقرين ذوي المهارات العالية. تمت مقارنة المشقة التي واجهها العمال بفضيحة ويندراش، التي حدثت في نفس الوقت تقريبًا. بحلول أوائل عام 2019، تم ترحيل ما يقرب من 90 شخصًا من المملكة المتحدة بسبب المادة 322(5).
في مايو 2021، كتب مدير المناصرة في معهد البحرين للحقوق والديمقراطية، سيد أحمد الوداعي، مقال رأي لصحيفة الغارديان يسلط الضوء على كيف تنظر وزارة الداخلية تحت قيادة بريتي باتيل إلى "الناشطين باعتبارهم تهديدًا أمنيًا". تعرض الوداعي للسجن في البحرين لمشاركته في انتفاضات الربيع العربي في البلاد التي بدأت سلمية ثم تحولت للعنف، وبعد ذلك فر إلى المملكة المتحدة. في عام 2015، "سحبت البحرين جنسيته إثر حكم قضائي". قبل ولادة ابنته، قدم الوداعي طلبه للحصول على إذن غير محدد للإقامة في المملكة المتحدة ومنع طفله من الولادة بدون جنسية. ومع ذلك، أرجأت وزارة الداخلية الموافقة على طلبه حتى عام 2019، وولدت ابنته بدون أي جنسية. قال الوداعي إن وزارة الداخلية كانت تحتفظ بسجل لسنوات نشاطه، واصفًا قضيته بأنها "معقدة". لم تُمنح ابنته الجنسية البريطانية التي يحق لها بموجب القانون، حتى بعد أن دفع والداها قسراً 1012 جنيهًا إسترلينيًا مقابل طلب الحصول على الجنسية. كما أشار الوداعي إلى العلاقات المتنامية بين باتيل ونظام الحفاظ على البيئة في البحرين، قائلاً إنها "مقلقة للغاية".

## قواعد الهجرة والأدوات القانونية السابقة والضوابط المفروضة على الأجانب
في عام 1914، أصدر البرلمان "قانون الذعر"، قانون قيود الأجانب، 1914، أثناء اندلاع الحرب العالمية الأولى لوضع قيود على دخول الأجانب إلى المملكة المتحدة والإقامة فيها. نص القانون على تقديم أوامر المجلس لتفصيل القيود التي سيتم فرضها على الأجانب. في عام 1919، بعد انتهاء الحرب، أعيد سن هذا التشريع، بينما تمت إزالة الأحكام التي كانت تقتصر عليه في وقت الحرب. وبحلول أوائل الخمسينيات من القرن العشرين، تم تمرير ما يقرب من 20 أمرًا في المجلس لتوضيح تفاصيل التحكم في الهجرة.
في عام 1952، تحرك البرلمان لوضع موافقته على تلك الأوامر من خلال الموافقة على أمر توحيدي، وهو أمر الأجانب لعام 1953، والذي أزال أيضًا بعض الأحكام الأكثر اعتراضًا. ومع ذلك، ظلت أحكام أخرى مثيرة للقلق، بما في ذلك تلك التي قد تكون غير متوافقة مع قوانين أخرى والتزامات دولية للمملكة المتحدة.
نص قانون الهجرة لعام 1971، القسم 1، على "القواعد التي وضعها وزير الدولة فيما يتعلق بالممارسة التي يجب اتباعها في إدارة هذا القانون".
في عام 1972، قدمت إدارة هيث أول قواعد هجرة مقترحة بموجب قانون عام 1971. أثار اقتراح القواعد انتقادات من نواب حزب المحافظين الخلفيين، لأنه نفذ رسميًا حدًا أقصى لمدة ستة أشهر للدخول كزائر للمواطنين البيض "من الكومنولث القديم" الذين كانوا "غير وطنيين" (لم يكن لديهم حق الإقامة بموجب قانون عام 1971، عمومًا لأنهم لم يكن لديهم أحد الوالدين أو الأجداد من المملكة المتحدة). في الوقت نفسه، فتح الاقتراح الباب أمام حرية تنقل بعض العمال الأوروبيين من دول أعضاء المجتمع الاقتصادي الأوروبي. صوت سبعة نواب خلفيين ضد القواعد المقترحة وامتنع 53 عن التصويت، مما أدى إلى الهزيمة. خلصت محاضر اجتماع مجلس الوزراء في اليوم التالي إلى أن "المشاعر المعادية لأوروبا" بين النواب الخلفيين، الذين فضلوا بدلاً من ذلك هجرة "الكومنولث القديم" إلى المملكة المتحدة، كانت في صميم النتيجة. تمت مراجعة الاقتراح، وتم تمرير القواعد الأولى في يناير 1973.
بحلول أغسطس 2018، بلغ عدد كلمات قواعد الهجرة ما يقرب من 375000 كلمة، وغالبًا ما تكون دقيقة ومفصلة لدرجة أن خدمة محامٍ مطلوبة عادةً للتنقل بينها. ويمثل هذا الطول ضعفًا تقريبًا في عقد واحد فقط. وخلال فترة تقديم سياسة "البيئة المعادية" في عهد رئيسة الوزراء تيريزا ماي، تم إجراء أكثر من 1300 تغيير على القواعد في عام 2012 وحده. وأشار قاضي الاستئناف السابق ستيفن إروين إلى تعقيد النظام باعتباره "شيئًا من العار"، وبدأت الجهود الرامية إلى إصلاح القواعد تدريجيًا وتحويلها إلى نظام أكثر قابلية للفهم. وبدأت لجنة قانون إنجلترا وويلز في تقديم توصيات لاعتماد قواعد أكثر وضوحًا.

## الهجرة المُدارة

تُظهر الهجرة والهجرة مع الأرقام الصافية، بما في ذلك المواطنين البريطانيين وغير البريطانيين. بيانات من مكتب الإحصاء الوطني.

"الهجرة المُدارة" هو المصطلح المستخدم للإشارة إلى جميع العمالة القانونية وهجرة الطلاب من خارج الاتحاد الأوروبي، ويمثل هذا نسبة كبيرة من إجمالي أرقام الهجرة إلى المملكة المتحدة. ويحمل العديد من المهاجرين الذين يصلون بموجب هذه المخططات مهارات نادرة في المملكة المتحدة. وتتولى إدارة تأشيرات المملكة المتحدة والهجرة، وهي إدارة تابعة لوزارة الداخلية، إدارة هذا المجال من الهجرة. وتُقدم الطلبات في سفارات المملكة المتحدة أو قنصلياتها أو مباشرة إلى إدارة تأشيرات المملكة المتحدة والهجرة، اعتمادًا على نوع التأشيرة أو التصريح المطلوب.
في أبريل/نيسان 2006، تم اقتراح تغييرات على نظام الهجرة المُدارة من شأنها إنشاء نظام هجرة قائم على النقاط للمملكة المتحدة بدلاً من جميع المخططات الأخرى. تمنح الفئة 1 في النظام الجديد ــ التي حلت محل برنامج المهاجرين ذوي المهارات العالية ــ نقاطًا للعمر والتعليم والدخل والخبرة السابقة في المملكة المتحدة ولكن ليس الخبرة العملية. تم تطبيق نظام النقاط على مراحل على مدار عام 2008، ليحل محل مخططات الهجرة المُدارة السابقة مثل نظام تصاريح العمل وبرنامج المهاجرين ذوي المهارات العالية.
يتألف نظام النقاط من خمس مستويات وصفتها وكالة الحدود البريطانية لأول مرة على النحو التالي:
- المستوى 1 - للأفراد ذوي المهارات العالية، الذين يمكنهم المساهمة في النمو والإنتاجية؛
- المستوى 2 - للعمال المهرة الذين لديهم عرض عمل، لسد الفجوات في القوى العاملة في المملكة المتحدة؛
- المستوى 3 - لعدد محدود من العمال ذوي المهارات المنخفضة المطلوبين لسد النقص المؤقت في العمالة؛
- المستوى 4 - للطلاب؛
- المستوى 5 - للعمال المؤقتين والشباب الذين يشملهم مخطط تنقل الشباب، والذين يُسمح لهم بالعمل في المملكة المتحدة لفترة محدودة لتلبية أهداف غير اقتصادية في المقام الأول.[42]

تأسست لجنة استشارية للهجرة في عام 2007 لتقديم المشورة السياسية.
في يونيو 2010، فرضت الحكومة الائتلافية المنتخبة حديثًا حدًا مؤقتًا على هجرة أولئك الذين يدخلون المملكة المتحدة من خارج الاتحاد الأوروبي، مع تحديد الحد الأقصى بـ 24100، من أجل وقف التدفق المتوقع للطلبات قبل فرض حد دائم في أبريل 2011. تسبب الحد الأقصى في حدوث توترات داخل الائتلاف، وزعم وزير الأعمال آنذاك فينس كابل أنه يضر بالأعمال التجارية البريطانية. وزعم آخرون أن الحد الأقصى سيكون له تأثير سلبي على وضع بريطانيا كمركز للبحث العلمي.
بالنسبة لأقارب عائلات مواطني المنطقة الاقتصادية الأوروبية الذين يعيشون في المملكة المتحدة، هناك تصريح عائلي من المنطقة الاقتصادية الأوروبية يمكّن أفراد العائلة هؤلاء من الانضمام إلى أقاربهم الذين يعيشون ويعملون بالفعل في المملكة المتحدة.
على الرغم من أن الهجرة هي مسألة محجوزة لحكومة المملكة المتحدة بموجب التشريع الذي أنشأ اللامركزية لاسكتلندا في عام 1999، فقد تمكنت الحكومة الاسكتلندية من الحصول على موافقة من وزارة الداخلية على مبادرة المواهب الجديدة التي صُممت لتشجيع الخريجين الأجانب من الجامعات الاسكتلندية على البقاء في اسكتلندا للبحث عن عمل. انتهت مبادرة المواهب الجديدة في عام 2008، بعد إدخال نظام النقاط.

## اللاجئون وطالبو اللجوء
ارتفعت طلبات اللجوء ثم انخفضت خلال التسعينيات والعقد الأول من القرن الحادي والعشرين.
المملكة المتحدة هي دولة موقعة على اتفاقية الأمم المتحدة للاجئين لعام 1951 وكذلك بروتوكول عام 1967 وبالتالي فهي مسؤولة عن تقديم الحماية للأشخاص الذين يطلبون اللجوء ويندرجون تحت التعريف القانوني لـ "لاجئ"، وعلاوة على ذلك عدم إعادة (أو إبعاد) أي شخص نازح إلى أماكن قد يواجه فيها الاضطهاد بخلاف ذلك. تمنع التخفيضات في المساعدة القانونية طالبي اللجوء من الحصول على المشورة الجيدة أو مناقشة قضيتهم بشكل فعال. قد يعني هذا إعادة اللاجئين إلى بلد يواجهون فيه الموت المؤكد.
كانت قضية الهجرة قضية سياسية مثيرة للجدل منذ أواخر التسعينيات. اقترح كل من حزب العمال والمحافظين سياسات يُنظر إليها على أنها "صارمة بشأن اللجوء" (على الرغم من أن المحافظين تخلوا عن تعهد سابق بالحد من عدد الأشخاص الذين يمكنهم المطالبة باللجوء في المملكة المتحدة، وهو ما كان من المرجح أن ينتهك اتفاقية الأمم المتحدة للاجئين) وكثيرًا ما تنشر وسائل الإعلام الشعبية عناوين رئيسية حول "أزمة الهجرة".
وقد استنكر أولئك الذين يسعون إلى ضمان وفاء المملكة المتحدة بالتزاماتها الدولية هذا باعتباره غير متناسب. كما أثيرت مخاوف بشأن معاملة المحتجزين وممارسة مداهمة الأسر عند الفجر، واحتجاز الأطفال الصغار في مراكز احتجاز المهاجرين لفترات طويلة من الزمن. وكان من المقرر التخلي عن سياسة احتجاز الأطفال طالبي اللجوء كجزء من اتفاق الائتلاف بين المحافظين والديمقراطيين الليبراليين، الذين شكلوا حكومة في مايو 2010. ومع ذلك، في يوليو 2010، اتُهمت الحكومة بالتراجع عن هذا الوعد بعد أن أعلن وزير الهجرة داميان جرين أن الخطة كانت لتقليل احتجاز الأطفال بدلاً من إنهائه.
ومع ذلك، غالبًا ما يشير منتقدو سياسة اللجوء في المملكة المتحدة إلى "قاعدة البلد الثالث الآمن" - الاتفاقية التي يجب على طالبي اللجوء التقدم إليها في أول دولة حرة يصلون إليها، وليس "التسوق للجوء" للدولة التي يفضلونها. وقد أيدت محاكم الاتحاد الأوروبي هذه السياسة. وتشير الأبحاث التي أجراها مجلس اللاجئين إلى أن معظم طالبي اللجوء في المملكة المتحدة تم اختيار وجهتهم لهم من قبل أطراف أو وكلاء خارجيين، بدلاً من اختيار المملكة المتحدة بأنفسهم.
في فبراير 2003، وعد رئيس الوزراء توني بلير على شاشة التلفزيون بتقليص عدد طالبي اللجوء إلى النصف في غضون 7 أشهر، على ما يبدو فاجأ أعضاء حكومته المسؤولين عن سياسة الهجرة. وصف ديفيد بلانكيت، وزير الداخلية آنذاك، الوعد بأنه هدف وليس هدفًا.
تم تحقيقه وفقًا للأرقام الرسمية. هناك أيضًا هدف للأداء العام لإزالة المزيد من طالبي اللجوء الذين حُكم عليهم بأنهم ليسوا لاجئين بموجب التعريف الدولي أكثر من الطلبات الجديدة المتوقعة التي لا أساس لها. تم تحقيق هذا الهدف في أوائل عام 2006. كانت الأرقام الرسمية لأعداد الأشخاص الذين يطالبون باللجوء في المملكة المتحدة عند أدنى مستوى لها منذ 13 عامًا بحلول مارس 2006.
وقد زعمت منظمات حقوق الإنسان مثل منظمة العفو الدولية أن السياسات الجديدة التي تنتهجها الحكومة، وخاصة تلك المتعلقة بمراكز الاحتجاز، لها آثار ضارة على طالبي اللجوء وأطفالهم، وقد شهدت تلك المرافق عددًا من الإضرابات عن الطعام والانتحار. وزعم آخرون أن السياسات الحكومية الأخيرة التي تهدف إلى الحد من طلبات اللجوء "الزائفة" كان لها آثار ضارة على أولئك الذين يحتاجون حقًا إلى الحماية.
تستضيف المملكة المتحدة واحدة من أكبر تجمعات اللاجئين العراقيين خارج منطقة الخليج. حوالي 65-70٪ من الأشخاص الذين ينحدرون من العراق هم من الأكراد، و70٪ من الأتراك و15٪ من الإيرانيين هم من الأكراد.
تم احتجاز طالبي اللجوء بعد أن أمرت المحاكم بالإفراج عنهم لأن وزارة الداخلية تؤكد أن الاحتجاز لا يختلف عن الإقامة الطارئة. يُحرم المهاجرون الذين يحق لهم البقاء في المملكة المتحدة من السكن ولا يمكن إطلاق سراحهم. في حالات أخرى، يتم إطلاق سراح طالبي اللجوء المعرضين للخطر في الشوارع دون مكان للعيش فيه. في يناير 2018، ألغت الحكومة قانونًا كان يسمح سابقًا للمحتجزين المشردين بالتقدم بطلب للحصول على سكن أثناء الاحتجاز إذا لم يكن لديهم مكان للعيش عند إطلاق سراحهم. تحافظ الجمعيات الخيرية على حوالي 2000 محتجز تقدموا قبل ذلك بطلبات للحصول على الدعم كل عام ولم يعد بإمكانهم القيام بذلك.
في 9 أغسطس 2020، أشارت التقارير إلى أن عدد الأشخاص الذين وصلوا إلى شواطئ المملكة المتحدة في قوارب صغيرة، خلال ذلك العام، تجاوز 4000. وقد أدى عبور المهاجرين غير المسجلين للقناة الإنجليزية إلى تصعيد التوترات بين المملكة المتحدة وفرنسا.
في 17 أغسطس 2021، أطلقت حكومة المملكة المتحدة برنامج إعادة توطين جديد يهدف إلى توطين 20 ألف لاجئ أفغاني فروا من هجوم طالبان عام 2021 على مدى خمس سنوات في المملكة المتحدة. ويشمل ذلك العديد من الأفغان الذين عملوا مع القوات البريطانية في أفغانستان. وقد رُفضت إعادة توطين مئات الأعضاء السابقين في القوات الخاصة الأفغانية في المملكة المتحدة. وفي نفس العام، أطلقت الحكومة أيضًا مخططًا لسكان هونج كونج وفقًا لقانون الأمن القومي في هونج كونج، حيث هاجر ما يقدر بالآلاف إلى المملكة المتحدة إما كلاجئين أو طالبي لجوء أو بموجب تأشيرات طلابية. بحلول يناير 2024، تقدم أكثر من 191000 مقيم من مواليد هونغ كونغ بطلبات للحصول على تأشيرة.
اعتبارًا من مايو 2023، أصدرت المملكة المتحدة 230300 تأشيرة للأوكرانيين نتيجة للغزو الروسي لأوكرانيا عام 2022 من إجمالي 292900 طلب تم استلامها.
تدير المملكة المتحدة أيضًا مخطط إعادة التوطين في المملكة المتحدة ومخطط رعاية المجتمع ومخطط إعادة التوطين الإلزامي. تضمنت مخططات إعادة التوطين السابقة في المملكة المتحدة برنامج حماية البوابة وبرنامج إعادة توطين الأشخاص السوريين المعرضين للخطر.

## الهجرة غير الشرعية

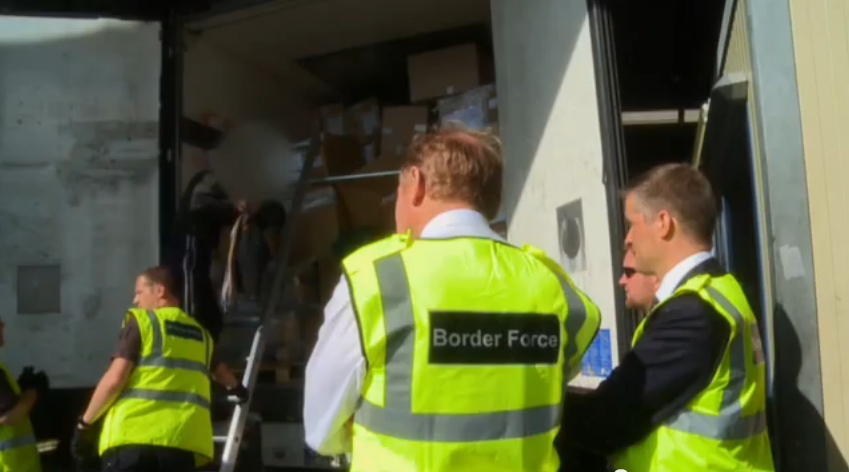
قوة الحدود البريطانية تكتشف المهاجرين غير الشرعيين في كاليه.

يشمل المهاجرون غير الشرعيين في المملكة المتحدة أولئك الذين:
- دخلوا المملكة المتحدة دون إذن
- دخلوا بوثائق مزورة
- تجاوزوا مدة تأشيراتهم

على الرغم من صعوبة معرفة عدد الأشخاص المقيمين في المملكة المتحدة بشكل غير قانوني، إلا أن دراسة أجرتها وزارة الداخلية في مارس 2005 قدرت عدد السكان بما بين 310.000 و570.000.
تشير دراسة حديثة حول الهجرة غير الشرعية إلى أن "معظم المهاجرين غير الشرعيين ارتكبوا جرائم إدارية وليس جريمة خطيرة".
في مايو 2006، اقترح جاك درومي، نائب عام نقابة عمال النقل والمواصلات العامة وأمين صندوق حزب العمال، أنه قد يكون هناك حوالي 500000 عامل غير شرعي. ودعا إلى مناقشة عامة حول ما إذا كان ينبغي النظر في العفو. اقترح ديفيد بلانكيت أنه قد يتم ذلك بمجرد طرح مخطط بطاقة الهوية.
تدير منظمة مواطني لندن، وهي تحالف من المنظمات المجتمعية، حملة تنظيمية تسمى "غرباء إلى مواطنين"، بدعم من شخصيات بما في ذلك الزعيم السابق للكنيسة الكاثوليكية في إنجلترا وويلز، الكاردينال كورماك مورفي أوكونور. اقترح تحليل أجراه معهد أبحاث السياسات العامة أن العفو قد يدر على الحكومة ما يصل إلى 1.038 مليار جنيه إسترليني سنويًا في الإيرادات المالية، ومع ذلك فإن العواقب الطويلة الأجل لمثل هذا الإجراء غير مؤكدة.
ومنذ ذلك الحين، اقترح أن ترحيل جميع المهاجرين غير الشرعيين من المملكة المتحدة قد يستغرق 20 عامًا ويكلف ما يصل إلى 12 مليار جنيه إسترليني. كلف عمدة لندن السابق بوريس جونسون بإجراء دراسة حول العفو المحتمل عن المهاجرين غير الشرعيين، مشيرًا إلى مكاسب ضريبية أكبر داخل منطقة لندن التي تعتبر موطنًا لغالبية سكان البلاد من هؤلاء المهاجرين.
في فبراير 2008، قدمت الحكومة غرامات جديدة بقيمة 10000 جنيه إسترليني لأصحاب العمل الذين ثبت أنهم يوظفون مهاجرين غير شرعيين حيث يوجد إهمال من جانب صاحب العمل، مع غرامات غير محدودة أو أحكام بالسجن لأصحاب العمل الذين يتصرفون عن علم.
تتعرض النساء المهاجرات غير الشرعيات وضحايا العنف المنزلي لخطر الترحيل ويتم ترحيلهن إذا اشتكين من العنف. يتم جلب النساء بشكل غير قانوني إلى المملكة المتحدة من قبل رجال يعتزمون إساءة معاملتهن. يتم ردع النساء أحيانًا عن الشكوى من العنف لهم بسبب خطر الترحيل، وبالتالي يظل الجناة بما في ذلك المغتصبون طلقاء. قالت مارثا سبيرير من ليبرتي، "سوف يجعل هذا الناس خائفين من الإبلاغ عن الجرائم، مما يحرمهم من الحماية بموجب القانون ويخلق إفلاتًا من العقاب للمجرمين الذين يستهدفون الأشخاص الضعفاء الذين يعانون من وضع هجرة غير مستقر. هذا يجرم الضحايا ويترك المجرمين يفلتون من العقاب".
عبر ما يقرب من 30 ألف مهاجر غير موثق القناة في قوارب صغيرة إلى المملكة المتحدة في عام 2023.
في 20 مارس 2024، عبر 514 شخصًا القناة البريطانية، وهو اليوم الأكثر ازدحامًا لعبور القناة منذ بداية عام 2024. بعد ذلك، في 21 مارس 2024، أعلنت حكومة المملكة المتحدة أنها تتعامل مع "حالة طوارئ هجرة".

## مقارنة دول الاتحاد الأوروبي
وفقًا ليوروستات عاش في الاتحاد الأوروبي في عام 2010 47.3 مليون شخص وُلدوا خارج بلد إقامتهم. وهذا يعادل 9.4٪ من إجمالي سكان الاتحاد الأوروبي. ومن بين هؤلاء، وُلِد 31.4 مليون (63٪) خارج الاتحاد الأوروبي و16.0 مليون (32٪) وُلدوا في دولة عضو أخرى في الاتحاد الأوروبي. كانت أكبر الأعداد المطلقة للأشخاص المولودين خارج الاتحاد الأوروبي في ألمانيا (6.4 مليون) وفرنسا (5.1 مليون) والمملكة المتحدة (4.7 مليون) وإسبانيا (4.1 مليون) وإيطاليا (3.2 مليون) وهولندا (1.4 مليون).
| البلد            | الكثافة السكانية لكل ميل مربع | إجمالي عدد السكان (1000) | إجمالي المولودين في الخارج (1000) | %    | مواليد دولة أخرى في الاتحاد الأوروبي (1000) | %   | مواليد دولة خارج الاتحاد الأوروبي (1000) | %   |
| ---------------- | ----------------------------- | ------------------------ | --------------------------------- | ---- | ------------------------------------------- | --- | ---------------------------------------- | --- |
| الاتحاد الأوروبي | 188                           | 501,098                  | 47,348                            | 9.4  | 15,980                                      | 3.2 | 31,368                                   | 6.3 |
| هولندا           | 1,052                         | 16,575                   | 1,832                             | 11.1 | 428                                         | 2.6 | 1,404                                    | 8.5 |
| بلجيكا (2007)    | 942                           | 10,666                   | 1,380                             | 12.9 | 695                                         | 6.5 | 685                                      | 6.4 |
| المملكة المتحدة  | 662                           | 62,008                   | 7,012                             | 11.3 | 2,245                                       | 3.6 | 4,767                                    | 7.7 |
| ألمانيا          | 583                           | 81,802                   | 9,812                             | 12.0 | 3,396                                       | 4.2 | 6,415                                    | 7.8 |
| إيطاليا          | 522                           | 60,340                   | 4,798                             | 8.0  | 1,592                                       | 2.6 | 3,205                                    | 5.3 |
| الدنمارك         | 339                           | 5,534                    | 500                               | 9.0  | 152                                         | 2.8 | 348                                      | 6.3 |
| فرنسا            | 301                           | 64,716                   | 7,196                             | 11.1 | 2,118                                       | 3.3 | 5,078                                    | 7.8 |
| البرتغال         | 298                           | 10,637                   | 793                               | 7.5  | 191                                         | 1.8 | 602                                      | 5.7 |
| النمسا           | 263                           | 8,367                    | 1,276                             | 15.2 | 512                                         | 6.1 | 764                                      | 9.1 |
| إسبانيا          | 240                           | 45,989                   | 6,422                             | 14.0 | 2,328                                       | 5.1 | 4,094                                    | 8.9 |
| اليونان          | 212                           | 11,305                   | 1,256                             | 11.1 | 315                                         | 2.8 | 940                                      | 8.3 |
| السويد           | 57                            | 9,340                    | 1,337                             | 14.3 | 477                                         | 5.1 | 859                                      | 9.2 |

## قوانين الجنسية
يتعين على الأفراد الراغبين في التقدم بطلب للحصول على الجنسية البريطانية إثبات التزامهم من خلال تعلم اللغة الإنجليزية أو الويلزية أو الغيلية الاسكتلندية وفهم التاريخ والثقافة والتقاليد البريطانية. يجب على أي فرد يسعى إلى التقدم بطلب للحصول على الجنسية أو الإقامة الدائمة اجتياز اختبار الحياة الرسمي في المملكة المتحدة.

## البريكست
أظهرت الأرقام التي نشرها مكتب الإحصاء الوطني في نوفمبر 2021 أن عدد مواطني الاتحاد الأوروبي الذين غادروا المملكة المتحدة في عام 2020 أكبر من عدد الوافدين لأول مرة منذ عام 1991، حيث بلغ صافي الهجرة حوالي 94000. ... للوهلة الأولى، تمتلك المملكة المتحدة الآن أحد أكثر أنظمة الهجرة ليبرالية في العالم خارج الاتحاد الأوروبي.